# Житни остров
Житни остров (слов. Žitný ostrov, унг. Csallóköz) е речен остров в югозападна Словакия, простиращ се от Братислава до Комарно на територията на низината Кишалфьолд, разположен основно в Дунавската равнина. Образува се от разклонението на Дунав и Малък Дунав и последвалото вливане на Малкия Дунав във Вах и Вах в Дунав край град Комарно.
На юг от Житния остров се намира т.нар. Сигеткьоз (Малък Житен остров).
Житния остров освен, че е най-големият европейски речен остров с площ от 1886 км², дълъг 84 км и широк 15-30 км, е и най-големият воден резервоар в Централна Европа. Населението му е около 230 000 души. Тук живеят мнозинството унгарци в Словакия - 145 786 души (2001 г.). Гъстотата на населението е 121,95 д/км².
Настоящото словашко име на острова е модерно и произлиза от фонетичното сходство на немски Schütt (което означава дига) и словашко žito (ръж). Това име беше прието и често се използва и поради факта, че островът е много плодороден регион, използван за производство на култури. Оригиналното име на острова е от унгарски произход (1250 г. Холокуз). Станислав неправилно реконструиран името като *Čalov (като Чешката Čálovice, сръбски Čalovići или полски Nieczałów, Varsik като *Čelov (като Čelovce в Източна Словакия). В унгарски името Csallóköz е получен от стария унгарски името на Малкия Дунав - Csalló.
Основните градове на острова са Комарно (Révkomárom), Дунайска Стреда (Dunaszerdahely) и Samorin (Somorja). Кварталите Братислава, Вракуня и Подунайски Бискупице също се намират на острова. Slovnaft рафинерия също се намира на острова. Островът е най-големият резервоар за питейна вода в Словакия и един от най-големите в Европа. Поради топлия си климат, добрите почви и водоемите е важен селскостопански регион с най-добри условия за растителна продукция. Това е най-плодородният регион в Словакия, което води до обезлесяване на по-голямата част от острова.
Южните части на Житния остров край Дунав са защитени от защитения ландшафтен район Дунайски луги.
Остров Житни е:
- Най-високопродуктивната част на Словакия
- Най-топлата част на Словакия (средна годишна температура +9,3° C)
- Най-сухата част на Словакия (590 мм валежи годишно)
- Най-плоската част на Словакия (вертикалният спад не надвишава 26 м.)